# Elacatinus puncticulatus
Elacatinus puncticulatus är en fiskart som först beskrevs av Ginsburg, 1938.  Elacatinus puncticulatus ingår i släktet Elacatinus och familjen smörbultsfiskar. IUCN kategoriserar arten globalt som livskraftig. Inga underarter finns listade i Catalogue of Life.